# ایکو تاناکا
ایکو تاناکا (انگلیسی: Eiko Tanaka؛ زادهٔ) مدیر کارآفرین، و تهیه‌کننده فیلم اهل ژاپن است.